# تيم وينر
تيم وينر (بالإنجليزية: Tim Weiner)‏ هو كاتب غير روائي وكاتب وصحفي أمريكي، ولد في 20 يونيو 1956 في وايت بلينس في الولايات المتحدة.

## وصلات خارجية
- تيم وينر على موقع IMDb (الإنجليزية)
- تيم وينر على موقع إن إن دي بي (الإنجليزية)